# Кавакацу Рьоіті
Кавакацу Рьоіті (яп. 川勝 良一, нар. 5 квітня 1958, Кіото —) — японський футболіст, що грав на позиції півзахисника.

## Клубна кар'єра
Грав за команду Toshiba, Йоміурі, Кіото Сіко, Токіо Газ.

## Виступи за збірну
Дебютував 1981 року в офіційних матчах у складі національної збірної Японії. У формі головної команди країни зіграв 13 матчів.

## Статистика
Статистика виступів у національній збірній.
| Збірна Японії | Збірна Японії | Збірна Японії |
| Роки          | Ігри          | голи          |
| ------------- | ------------- | ------------- |
| 1981          | 10            | 0             |
| 1982          | 3             | 0             |
| Усього        | 13            | 0             |